# 林德納
林德納（Lindner）可以指：

## 人物
- 克里斯蒂安·林德納（德語：Christian Lindner；1979年1月7日－），德国自由民主党党魁
- 贝恩德·林德纳（德語：Bernd Lindner，1956年4月24日－），德國男子賽艇運動員。
- 海因茨·林德納（德語：Heinz Lindner；1990年7月17日－），奧地利足球運動員。
- 保羅·林德納（德語：Paul Lindner，1861年－1945年），德國化學家和微生物學家。
- 迪特尔·林德纳（德語：Dieter Lindner，1937年1月18日－2021年5月13日），德國男子田徑運動員。
- 黑尔佳·林德纳（德語：Helga Lindner，1951年5月5日－2021年11月3日），德國女游泳運動員。
- 德尔特·林德纳（德語：Dörte Lindner，1974年3月22日－），德國女潛水員。

|  | 本页或本分段罗列了姓氏为「林德納」的人物。 如果是一个指代特定个人的内链将您引导到本页，請考慮修正該人物的名字以將链接指向正確的條目。 |